# Holmsjön (Jokkmokks socken, Lappland)
Holmsjön är en sjö i Jokkmokks kommun i Lappland och ingår i Piteälvens huvudavrinningsområde. Holmsjön ligger i Kronogård Natura 2000-område.